# Neufchef
Neufchef település Franciaországban, Moselle megyében. Lakosainak száma 2636 fő (2022. január 1.). Neufchef Knutange, Avril, Fontoy, Hayange, Lommerange, Moyeuvre-Petite és Ranguevaux községekkel határos.

## Népesség
A település népességének változása:
| Lakosok száma | 2935 | 2922 | 2521 | 2534 | 2522 | 2557 | 2580 | 2590 | 2593 | 2636 |
|               | 1968 | 1982 | 1990 | 2006 | 2013 | 2015 | 2017 | 2019 | 2020 | 2022 |